# Cordón del Azufre
Cordón del Azufre je neaktivní vulkanický komplex ležící v argentinské provincii Catamarca, nedaleko hranic s Chile. Komplex je tvořen několika lávovými proudy nacházejícími se na severovýchodní straně a řetězem několika kráterů, ležících na hraniční čáře. Starší stavba, tvořena převážně andezity a dacity, je překryta mladými, holocenními andezitovými lávovými proudy.